# فرانسوا فييت
ولد فرانسوا فييت في عام 1540 و توفي في الثالث والعشرين من فبراير عام 1603. هو عالم رياضيات فرنسي. مثلت أعماله في الجبر الجديد خطوة مهمة نحو الجبر المعاصر. وذلك بفضل استعماله للحروف بدلا من الأعداد في المعادلات.

## عمله وفكره

### عصر جبر جديد

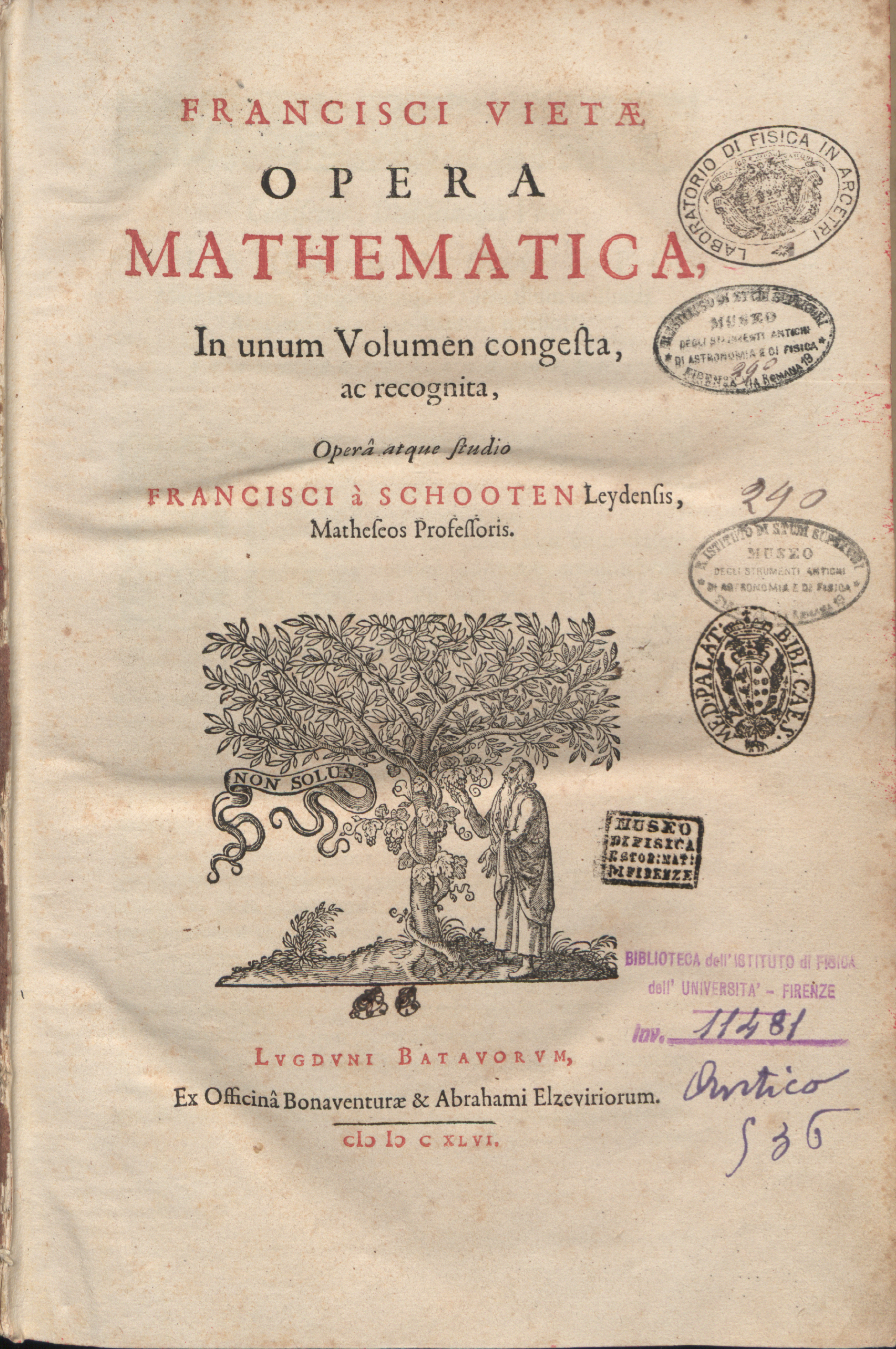
أوبيرا ماثيماتيكا كتاب نشر في لايدن في عام 1646

في نهاية القرن السادس عشر، وُضعت الرياضيات تحت الرعاية الثنائية للإغريق، الذين استعارت منهم أدوات الهندسة، والعرب، الذين قدموا منهجيات للتحليل. وبذلك، تأرجح الجبر في زمن فييتا بين الحساب، الذي برز كمجموعة من القوانين، والهندسة التي اتسمت بالدقة أكثر. في تلك الأثناء، طور علماء الرياضيات الإيطاليون لوكا باتشولي وسيبيوني ديل فيرو ونيكولو فونتانا تارتاليا ولودوفيكو فيراري وخصوصًا رافائيل بومبلي (1560) تقنيات جديدة لحل المعادلات من الدرجة الثالثة، مما بشر بعصر جديد.
من جهة أخرى، أحضرت مدرسة الصليب الألمانية وعالم الرياضيات الويلزي روبرت غيكوغد (1550) والهولندي سيمون ستيفين (1581) تدوينًا جبريًا قديمًا وهو استخدام الترميز العشري والرفع إلى أس. على أي حال، ظلت الأعداد المركبة (أو العُقدية) طريقة تفكير فلسفية في أحسن تقدير واستخدمهم ديكارت، بعد قرن من اختراعهم تقريبًا، كأرقام تخيلية. أُخذت الحلول الإيجابية فقط بعين الاعتبار وكان استخدام البرهان الهندسي شائعًا.
في الواقع، كانت مهمة علماء الرياضيات مضاعفة. كان لا بد من تقديم الجبر بطريقة هندسية أكثر، أي، إعطائه أساسًا دقيقًا؛ وفي المقابل، كان ضروريًا إعطاء الهندسة مفهوم جبري أكثر، مما يسمح بإجراء الحسابات التحليلية في الهندسة المستوية. حسم فييتا وديكارت هذه المهمة المزدوجة في ثورتين مضاعفتين. أولًا، أعطى فييتا الجبر أساسًا قويًا كأساس الهندسة. أنهى بعدها كتاب حساب الجبر (الجبر والمقابلة)، مقدمًا أول ترميز جبري ومدعيًا أنه يمكن حل جميع المعضلات من خلاله.
كتب فييتا في كتابه إيساغوجي (المدخل أو المقدمة) في إهداءٍ إلى كاترين دي بارتيناي، «تكون هذه الأشياء الجديدة في البداية ميالة لأن توضع في ترتيب لا مبالي وعديم الشكل ويجب بعد ذلك أن تُصقل وتُتقن في القرون التالية. لاحظي، إن الفن الذي أقدمه هو جديد، لكنه في الحقيقة قديم جدًا ومعيب جدًا ومدنّس من قِبل البرابرة، ووجدت أنه من اللازم، في سبيل تقديم شكل جديد كليًا إليه، أن أفكر مطولًا بمفردات جديدة وأنشرها، بعد أن تخلصت من كل مصطلحاته ذات التقنية الزائفة...»
لم يعرف فييتا علامة «الضرب» (التي قدمها ويليام أوتريد عام 1631) أو رمز المساواة، =، وهو أمر مثير للاستغراب لأن روبرت ريكورد استخدم الرمز الحالي لهذا الغرض منذ عام 1557 واستخدم غيليلمس زيلاندر خطوط رأسية متوازية منذ عام 1575.
لم يمتلك فييتا الوقت الكثير ولم يكن الطلاب قادرين على توضيح طريقته ببراعة. تطلّب منه الأمر سنوات لنشر أعماله (كان شديد التدقيق)، والأهم من ذلك، اتخذ قرارًا نوعيًا للغاية وذلك بتمييز المتغيرات المجهولة، باستخدام الأحرف الساكنة للبارامترات والأحرف الصوتية للمجاهيل. لربما تَبِعَ في هذا الترميز بعض المعاصرين الأكبر سنًا، مثل بتروس راموس، الذي عيّن الرؤوس في الأشكال الهندسية بالأحرف الصوتية، مستفيدًا من الأحرف الساكنة، آر، إس، تي، إلخ، حين تُستنفد الأحرف الصوتية. لم يحظ هذا الخيار بشعبية بين علماء رياضيات آخرين وفضّل ديكارت، من بين آخرين، الأحرف الأولى من الأبجدية لتعيين البارامترات والأحرف الأخيرة للمجاهيل.
ظل فييتا أسير زمانه في عدة نواحي: أولًا، كان وريث راموس ولم يتناول الأطوال (الأبعاد) كأرقام. ظلت كتاباته متشابهة، لم يطورها لتصبح قراءتها أبسط. لم يعترف بالأعداد المركبة لبومبلي واحتاج أن يتأكد مرتين من أجوبته الجبرية بواسطة الإنشاء الهندسي (أي الرسم باستعمال المسطرة والفرجار وقلم الرصاص). رغم إدراكه بشكل كامل أن جبره الجديد كان كافيًا لإعطاء حل، إلا أن هذا الامتياز قد أفسد سمعته.
على أي حال، قدم فييتا العديد من الابتكارات: الصيغة ذات الحدين، التي اتخذها باسكال ونيوتن، وصيغ فييتا التي تربط معاملات كثير حدود بمجموع وجداء جذوره.

### أعماله
معتمدًا على اعتبارات هندسية وحسابات مثلثية، اكتشف أول جداء لانهائى في تاريخ الرياضيات يعطى تعبيرًا ل π.يعرَف بصيغة ڤييت:
{\displaystyle \pi =2\times {\frac {2}{\sqrt {2}}}\times {\frac {2}{\sqrt {2+{\sqrt {2}}}}}\times {\frac {2}{\sqrt {2+{\sqrt {2+{\sqrt {2}}}}}}}\times {\frac {2}{\sqrt {2+{\sqrt {2+{\sqrt {2+{\sqrt {2}}}}}}}}}\times \cdots }

### قناعاته
اتهم فييت باعتناقه للبروتستانتية من طرف الكاتوليك.

## وصلات خارجية
- فرانسوا فييت على موقع الموسوعة البريطانية (الإنجليزية)